# ونک (جاسک)
وَنَک ، روستایی در دهستان پیوشک بخش لیردف شهرستان جاسک در استان هرمزگان ایران است.
روستای ونک در ۳۰ کیلومتری بخش لیردف جاسک و سواحل مکران واقع شده و فاصله آن تا بندرعباس مرکز استان ۴۵۰ کیلومتر است.
روستای ونک جاسک به دو قسمت تقسیم شده که در بخش اول مردمی فقیر دارد که هنوز دانش آموزان آن مدرسه ندارد و در بخش دیگر آن مدرسه در حال ساخت است.
مردم ونک با مشکلات زیادی در زمینه زندگی نظیر آب و نوسان برق و جاده و نداشتن مجوز صید و صیادی مواجه هستند.

## معضل شن‌های روان
روستای ونک در شرق جاسک واقع شده و در طول سال شن‌های روان زندگی مردم این روستا را مختل کرده بطوری که شب تا صبح بخشی از روستا در زیر شن می‌رود و فردای آن روز مردم بایستی خود را از زیر تلی از شن بیرون بیاورند.
مردم این روستا بخشی از اوقات خود را صرف جمع‌آوری شن‌های روان و دور کردن آنها از خانه‌های خود می‌کنند و تاکنون طرح‌های بیابان‌زدایی نتوانسته مردم این روستا و روستاهای همجوار و بخشی از سیریک را از این مشکل رها کند.
بسیاری از مردم بواسطه گرمای سوزان و شن‌های روان و همچنین بی‌آبی مهاجرت کرده‌اند. عمده ساکنان باقی‌مانده خواستار مالچ‌پاشی و تثبیت شن‌های روان برای ادامه پیشرفت این شن‌ها به درون منازل مسکونی است.

## جمعیت
بر پایه سرشماری عمومی نفوس و مسکن در سال ۱۳۹۵، جمعیت این روستا برابر با ۴۸۶ نفر (۱۲۶ خانوار) بوده‌است.